# Eurovision Song Contest 1969
Il quattordicesimo Gran Premio Eurovisione della Canzone si tenne a Madrid (Spagna) il 29 marzo 1969.

## Storia
All’edizione del 1969 parteciparono 16 Paesi. Alla fine delle votazioni, quattro paesi si trovavano appaiati al primo posto: il Regno Unito (con Boom Bang-a-Bang, cantata da Lulu), la Spagna (con Vivo cantando, interpretata da Salomé), i Paesi Bassi (De troubadour, eseguita da Lenny Kuhr) e la Francia (con Un jour, un enfant di Frida Boccara), tutti a quota 18 punti. Dato che all’epoca il regolamento non prevedeva nessuna soluzione per un ex aequo in cima alla classifica, tutti e quattro i paesi furono dichiarati vincitori. Ci furono a disposizione solo quattro medaglie (una per l'interprete e tre per i compositori) che però vennero date tutte ai cantanti. I compositori dei quattro brani ricevettero la medaglia qualche tempo dopo.
L'Austria decise di non mandare nessun rappresentante a causa della presenza di Paesi governati da dittatori. Il Galles avrebbe voluto partecipare e organizzò anche un concorso per selezionare il partecipante, ma la candidatura venne rifiutata in quanto non si trattava di un Paese sovrano e solo la BBC aveva l'esclusiva per rappresentare il Regno Unito. 
Questa edizione del "Gran Premio" fu segnata da altri eventi: Salvador Dali creò la campagna pubblicitaria dell'Eurofestival e il principato di Monaco fu rappresentato da un ragazzino di dodici anni, che si classificò al sesto posto. Infine si è creduto che il Liechtenstein avesse tentato di partecipare con la canzone Un beau matin interpretata da Vetty, non potendolo fare perché non ha una rete televisiva nazionale. La canzone era in realtà una parodia ideata dal comico francese Jacques Martin.

## Trasmissione
La televisione spagnola trasmetteva ancora in bianco e nero e non possedeva alcuna telecamera per riprendere a colori. Il pubblico spagnolo vide la trasmissione ancora in bianco e nero mentre in Europa - dove possibile - venne vista a colori grazie alle telecamere che la tv spagnola aveva noleggiato dalla televisione tedesca. 

## Stati partecipanti

Stati partecipanti
Paesi che hanno partecipato in passato ma non nel 1969

Stati partecipanti
     Paesi che hanno partecipato in passato ma non nel 1969
| Stato                  | Artista            | Brano                            | Lingua       | Processo di selezione                                                                  |
| ---------------------- | ------------------ | -------------------------------- | ------------ | -------------------------------------------------------------------------------------- |
| Belgio                 | Louis Neefs        | Jennifer Jennings                | Olandese     | Interno per l'artista; Eurosong 1969 per il brano, 22 febbraio 1969                    |
| Finlandia              | Jarkko & Laura     | Kuin silloin ennen               | Finlandese   | Euroviisukarsinta 1969, 22 febbraio 1969                                               |
| Francia                | Frida Boccara      | Un jour, un enfant               | Francese     | Interno                                                                                |
| Germania               | Siw Malmkvist      | Primaballerina                   | Tedesco      | Ein Lied für Madrid, 22 febbraio 1969                                                  |
| Irlanda                | Muriel Day         | The Wages of Love                | Inglese      | National Song Contest 1969, 16 febbraio 1969                                           |
| Italia                 | Iva Zanicchi       | Due grosse lacrime bianche       | Italiano     | Festival di Sanremo 1969 per l'artista, 1º febbraio 1969; Scelta interna per il brano  |
| Jugoslavia             | Ivan & M's         | Pozdrav svijetu                  | Serbo-Croato | Jugovizija 1969                                                                        |
| Lussemburgo            | Romuald            | Catherine                        | Francese     | Interno                                                                                |
| Norvegia               | Kirsti Sparboe     | Oj, oj, oj, så glad jeg skal bli | Norvegese    | Melodi Grand Prix 1969, 1º marzo 1969                                                  |
| Paesi Bassi            | Lenny Kuhr         | 'De troubadour                   | Olandese     | Nationaal Songfestival 1969, 29 febbraio 1969                                          |
| Portogallo             | Simone de Oliveira | Desfolhada portuguesa            | Portoghese   | Festival da Canção 1969, 24 febbraio 1969                                              |
| Principato di Monaco   | Jean Jacques       | Maman, Maman                     | Francese     | Interno                                                                                |
| Regno Unito            | Lulu               | Boom Bang-a-Bang                 | Inglese      | Selezione interna per l'artista; A Song For Europe 1969 per il brano, 22 febbraio 1969 |
| Spagna (organizzatore) | Salomé             | Vivo cantando                    | Spagnolo     | Interno per l'artista; Finale nazionale per il brano, 22 febbraio 1969                 |
| Svezia                 | Tommy Körberg      | Judy, min vän?                   | Svedese      | Melodifestivalen 1969, 1º marzo 1969                                                   |
| Svizzera               | Paola del Medico   | Bonjour, Bonjour                 | Tedesco      | Concours Eurovision 1969                                                               |

## Struttura di voto
Dieci membri della giuria di ogni nazione distribuisce dieci punti tra le loro canzoni preferite.

## Orchestra
Diretta dai maestri: Augusto Algueró (Lussemburgo e Spagna), Francis Bay (Francia), Øivind Bergh (Norvegia), Hans Blum (Germania), Frans de Kok (Paesi Bassi), Johnny Harris (Regno Unito), Noel Kelehan (Irlanda), Ezio Leoni (Italia), Henry Mayer (Svizzera), Franck Pourcel (Francia), Miljenko Prohaska (Jugoslavia), Hervé Roy (Monaco), Ossi Runne (Finlandia), Lars Samuelson (Svezia) e Ferrer Trindade (Portogallo).

## Classifica
| Nº | Stato                | Cantante           | Canzone                          | Punti | Posizione |
| -- | -------------------- | ------------------ | -------------------------------- | ----- | --------- |
| 01 | Jugoslavia           | Ivan & M's         | Pozdrav Svijetu                  | 5     | 13        |
| 02 | Lussemburgo          | Romuald            | Catherine                        | 7     | 11        |
| 03 | Spagna               | Salomé             | Vivo Cantando                    | 18    | 1         |
| 04 | Principato di Monaco | Jean Jacques       | Maman, Maman                     | 11    | 6         |
| 05 | Irlanda              | Muriel Day         | The Wages of Love                | 10    | 7         |
| 06 | Italia               | Iva Zanicchi       | Due grosse lacrime bianche       | 5     | 13        |
| 07 | Regno Unito          | Lulu               | Boom Bang-a-bang                 | 18    | 1         |
| 08 | Paesi Bassi          | Lenny Kuhr         | De Troubadour                    | 18    | 1         |
| 09 | Svezia               | Tommy Körberg      | Judy Min Vän?                    | 8     | 9         |
| 10 | Belgio               | Louis Neefs        | Jennifer Jennings                | 10    | 7         |
| 11 | Svizzera             | Paola del Medico   | Bonjour, Bonjour                 | 13    | 5         |
| 12 | Norvegia             | Kirsti Sparboe     | Oj, Oj, Oj, Så Glad Jeg Skal Bli | 1     | 16        |
| 13 | Germania Ovest       | Siw Malmkvist      | Primaballerina                   | 8     | 9         |
| 14 | Francia              | Frida Boccara      | Un Jour, Un Enfant               | 18    | 1         |
| 15 | Portogallo           | Simone de Oliveira | Desfolhada Portuguesa            | 4     | 15        |
| 16 | Finlandia            | Jarkko & Laura     | Kuin Silloin Ennen               | 6     | 12        |